# Marcelo Escudero
Marcelo Alejandro Escudero (Punta Alta, Argentina, 25 de julho de 1972), mais conhecido como Marcelo Escudero, é um futebolista argentino aposentado que atuava como meio-campo. 

## Carreira

### River Plate
Escudero integrou o River Plate na campanha vitoriosa da Libertadores da América de 1996.

### Olimpo de BB
Depois de seguidas contusões decidiu terminar a carreira perto dos seus 33 anos em 2005 quando jogava pelo Olimpo de Bahía Blanca.

## Seleção
Escudero integrou a Seleção Argentina de Futebol na Copa América de 1995.

## Títulos
Newell's Old Boys
- Campeonato Argentino: 1992 - Clausura

River Plate
- Campeonato Argentino: 1997, 2000 e 2001 - Clausura
- Campeonato Argentino: 1996 e 1999 - Apertura
- Copa Libertadores da América: 1996
- Supercopa: 1996